# Колосовская, Ксения Владимировна
Ксения Владимировна Колосовская (род. 25 июня 1982, Братск, СССР) — российская баскетболистка, выступает в амплуа атакующего защитника. Неоднократная призёрка многих международных соревнований в составе молодёжных сборных России. Мастер спорта России международного класса.

## Биография
Родилась в спортивной семье: мать играла в баскетбол на профессиональном уровне с матерью Татьяны Щёголевой. Мать Колосовской была первым тренером в её карьере игрока. В 15 лет Колосовскую пригласили в команду «РВСН-Даурия» (Чита), она жила в Братске, а играть ездила в Читу. В 2000 году перешла в красноярский клуб «Шелена». Здесь сыграла первые матчи на взрослом уровне и стала постоянно привлекаться в состав национальной сборной различных возрастов. За 9 лет выступлений стала капитаном команды. По итогам сезона 2005/06 вместе с ещё четырьмя игроками российской Суперлиги «А» — Илоной Корстин, Светланой Абросимовой, Мариной Карпуниной и Еленой Данилочкиной — вошла в пятерку лучших атакующих защитников России.
По итогам сезона 2007/08 «Шелен-ЕТК» покинул элитный дивизион. Колосовская вышла замуж и поменяла фамилию на Болсуновская, а затем поменяла команду. Болсуновская могла продолжить карьеру в БК «Москва» (контракт с этим клубом был уже подписан, однако в межсезонье он прекратил своё существование) и тогда она откликнулась на предложение от «Динамо-ГУВД».
С 2008 года Ксения Болсуновская выступала в Премьер-лиге за «Динамо-ГУВД», в период с 2010 по 2012 год была капитаном команды. С сезона 2011/12 стала вновь стала выступать под своей девичьей фамилии — Колосовская.
Имеет высшее образование, в 2008 году окончила Политехнический институт Сибирского федерального университета, получив диплом инженера.

## Достижения
- Серебряный призёр чемпионата мира по баскетболу среди девушек (до 19 лет): 2001 г.
- Серебряный призёр чемпионата Европы по баскетболу среди молодёжных команд (до 20 лет): 2002 г.

### Статистика выступлений за сборную России (средний показатель)
| Сборная        | Сезон | Место | Чемпионат | Чемпионат | Чемпионат | Чемпионат |
| Сборная        | Сезон | Место | Игр       | Очк       | Подб      | Перед     |
| -------------- | ----- | ----- | --------- | --------- | --------- | --------- |
| ЧМ (до 19 лет) | 2001  | 2     | 5         | 1,6       | 1,8       | -         |
| ЧЕ (до 20 лет) | 2002  | 2     | 8         | 7,1       | 3,6       | 0,8       |
| ЧМ (до 21 лет) | 2003  | 6     | 8         | 6,8       | 3,3       | 0,3       |